# Подєлше
Подєлше (словен. Podjelše) — поселення в общині Камник, Осреднєсловенський регіон, Словенія. Висота над рівнем моря: 418,9 м.